# Corneliu Bichineț
Corneliu Bichineț (n. 28 august 1956, Vladia, România) este un om politic și scriitor român. În legislatura 2000-2004, Corneliu Bichineț a fost ales pe listele PRM. Corneliu Bichineț a demisionat din Senat la data de 28 iunie 2004 și a fost înlocuit de senatorul Vasile Ofileanu. În cadrul activității sale parlamentare în legislatura 2000-2004, Corneliu Bichineț a fost membru în grupurile parlamentare de prietenie cu Republica Indonezia și Regatul Belgiei.
Corneliu Bichineț a înregistrat 101 luări cuvânt și a inițiat 6 propuneri legislative, din care 1 a fost promulgată lege. În legislatura 2016-2020, Corneliu Bichineț este membru în grupurile parlamentare de prietenie cu Republica Turcia, Irlanda, Republica Coreea, Republica Islamică Pakistan și Mongolia. 

## Studii
Corneliu Bichineț a urmat Facultatea de Filosofie a Universității Alexandru Ioan Cuza din Iași în anul 1983 și 
Liceul Pedagogic Bârlad (1971 - 1976).

## Activitatea profesională
- A fost profesor de filosofie la Oravița, Negrești și Vaslui. Între anii 1983 - 2000, a fost director al Liceului Industrial Negrești.
- Între anii 2000 - 2004 a fost senator în Parlamentul României, ales pe listele PRM.
- Între anii 2004 - 2008 a fost Președinte al Consiliului Județean Vaslui.
- Între anii 2008 - 2012 a fost Vicepreședintele Consiliului Județean Vaslui.
- 2012 - 2015, Vicepreședinte al Consiliului Județean Vaslui, ales pe listele USL din partea PNL.
- În august 2016, Corneliu Bichineț a demisionat din PNL, înscriindu-se în PMP[1], fapt ce a condus la demisia mai multor membri din organizația PMP Vaslui[2].

## Lucrări
Autor a unor volume de proză:
- „Vise cu cai” (1994)
- „Arhive secrete, secretele arhivelor” (Împreună cu Gheorghe Buzatu, 1999)
- „Dincolo de barieră” (1999)
- „Valea Tutovei - Valea plângerii” (2003)
- „Viața pe caiet” (2015)

A publicat în periodicele:
- „Adevărul”,
- „Amfiteatru”,
- „Cronica”,
- „Convorbiri literare”,
- „Clepsidra”,
- „Gazeta de Est”,
- „Luceafărul”,
- „Ramuri”,
- „România Literară”,
- „România Mare”